# Xavier Abraham i Homobono
Xavier Abraham (Palma, 1945) és un poeta, activista cultural i llibreter mallorquí. És autor de tres col·leccions: Iceberg (1986), Les mosques (1991), La por (1991) i Sagitari (1998). La seva poesia inclou elements de realisme, lirisme delicat i avantguardisme.
Abraham ha estat el promotor d'activitats culturals com el cicle de conferències de poesia Poemes a l'Havanna (1990–93, publicat com a antologia el 1996), la convenció de Traficants de Poesia (1996) i l'exposició Art i poesia (Art i poesia, 1996). Abraham va ser el comissari de l'exposició Bartomeu Rosselló-Pòrcel, poeta (1996) i Dos amics de vint anys: Salvador Espriu i Bartomeu Rosselló-Pòrcel (2002). En col·laboració amb Pere Rosselló Bover, ha publicat Bartomeu Rosselló-Pòrcel, a la llum (1999).
El 1994 va obrir la llibreria Sagitari a Palma, especialitzada en poesia.